# Droga wojewódzka nr 702
Droga wojewódzka nr 702 (DW702) – droga wojewódzka przebiegająca w całości na terenie województwa łódzkiego, przez powiaty: kutnowski, łęczycki i zgierski. Trasa ta jest głównym połączeniem drogowym między Kutnem a Łodzią.
Trasa DW702 kończy się w Zgierzu, a dalszą drogę do Łodzi kierowcy pokonują trasą DK91.
W sumie droga ta liczy ok. 44 km. Odległość między centrum Kutna a centrum Łodzi wynosi ok. 58 km.

## Miejscowości leżące przy trasie DW702
- Kutno (DK60, DK92)
- Młogoszyn
- Piątek (DW703)
- Biała (DW708)
- Dąbrówka Wielka (A2, DK14)
- Zgierz